# LG U+

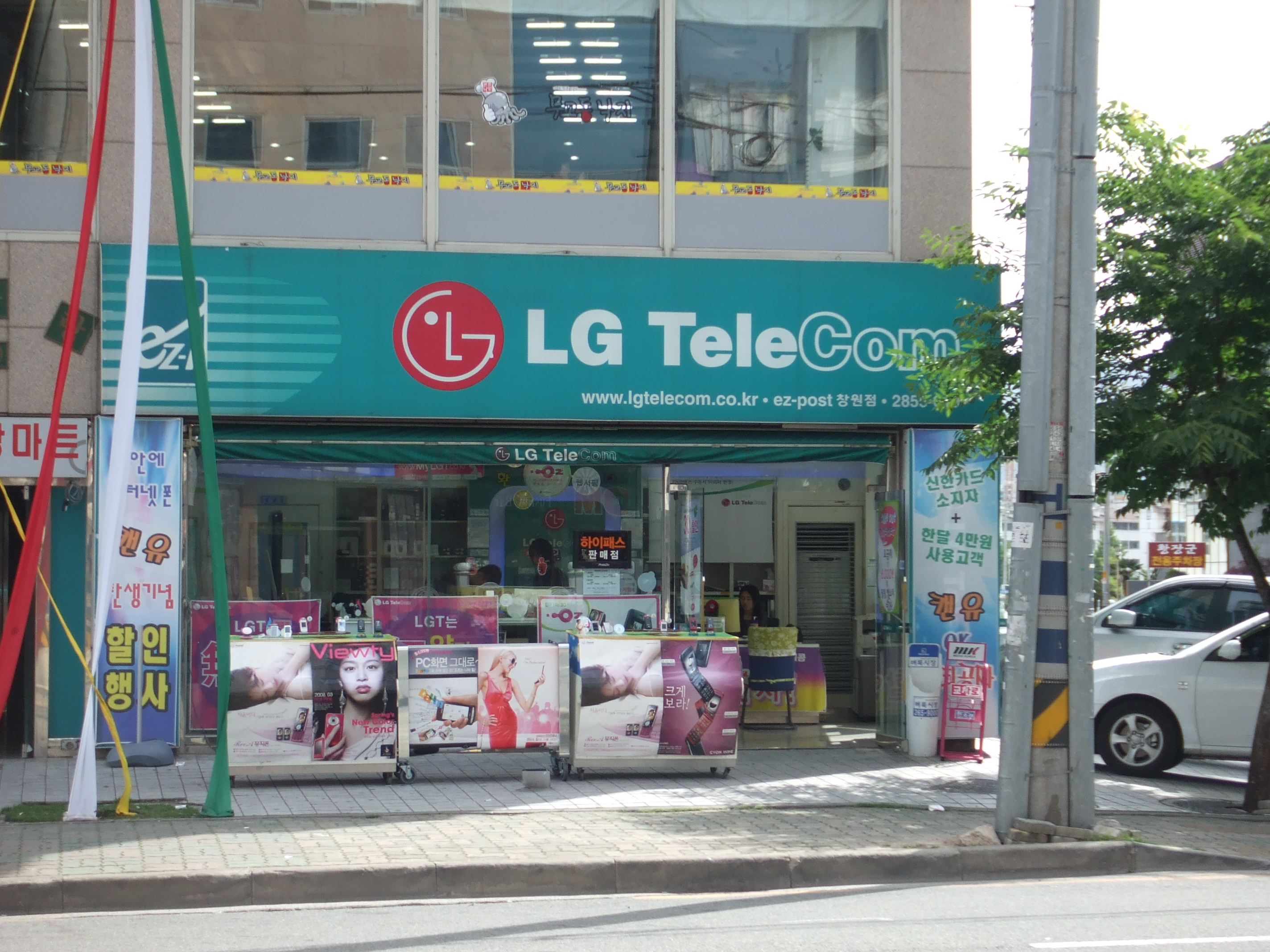
韩国LG电信时期的经销店，LG U+的前身

LG U+（韓語：LG 유플러스），是韩国的电信运营商，提供电信、高速互联网、VoIP、IPTV业务等综合服务和数据业务，是LG集团旗下子公司。前身为LG电信（英語：LG Telecom），于2010年7月，更名为LG U+。2023年，以1848万用户，成为韩国第二大无线网络运营商。

## 沿革
1996年7月，LG电信成立。1997年10月，开始推出手机服务，随后陆续推出EZ-i、Kai等手机互联网业务，并于2008年4月1日推出了3G业务Oz。2011年，LG U+开始提供4G LTE之系统服务。2019年，在首尔和首都圈的主要地区和大城市完成5G基础网络覆盖，并推出5G智能手机服务。
2006年7月，韩国政府取消LG电信的WCDMA營運執照。2000年1月，国营企业 Dacom Co.（前身为韩国数据通信公司）被并入LG集团并完全私有化。2006年9月22日，企业名称变更为 LG Dacom，开展国际电话、长途电话等家庭电信业务，以及IDC等企业电信业务。在韩国政府禁止电力公司从事电信业务后，电信业务部门被分离出来，Powercom 因而于2000年成立。2002年12月16日，LG Dacom 收购 Powercom 45.5%的股份。2003年2月，并入LG集团，实现全面私有化，开展光缆通信业务、面向基础通信服务提供商的专线业务、有线电视传输网络业务，并与 LG Dacom 合作提供HFC和光LAN互联网“Xspeed”、网络电话“myLG070”、 IP电视“myLGtv”业务并推出了电信融合产品。2006年，Powercom 更名为 LG Powercom。2010年1月，LG电信吸收合併 LG Dacom 與 LG Powercom。7月，LG电信更名为「LG U+」。
2007年12月10日，推出IPTV多媒体机顶盒 U+TV（前称为MyLGTV）播放来自韩国内外的高清电影和电视节目。2010年11月9日，推出智能手机应用程序 U+MobileTV，用户能以视频点播的方式观看地面电视广播公司（KBS、SBS、MBC）的节目。
2019年12月，收购 CJ ENM 旗下子公司综合有线电视服务供应商 CJ Hello 50%股份，并更名为 LG HelloVision。2024年5月，SK电讯将其持有的8.61%股份全部卖出，使 LG U+对 LG HelloVision 的持股率增加至58.61%。
2022年10月25日，推出自主研发的AI人工智能品牌“ixi”。10月27日，LG U+ 成立内容制作部门 Studio X+U。2022年底，推出电动汽车充电服务测试版“VoltUp”。2023年1月，收购子公司 LG HelloVision 的电动汽车充电业务“Hello Plug-in”。2024年5月，与 Kakao Mobility 成立电动汽车充电业务的合资企业，LG U+持股50%+1股。